# 2 für alle Fälle – Manche mögen Mord
Die Kriminalkomödie Manche mögen Mord ist die zweite und letzte Episode der deutschen Krimikurzreihe 2 für alle Fälle und wurde am 19. Januar 2012 erstmals im Ersten ausgestrahlt.

## Handlung
Die attraktive Witwe Anette Bistrop ist die Tochter eines in den 1970er-Jahren in die USA ausgewanderten Hippies, der Mitarbeiter bei Apple wurde und ihr ein großes Vermögen vererbte. Zu Ehren ihres Vaters will Anette Bistrop sein im Harz in einem Stausee untergegangenes Heimatdorf ans Tageslicht holen und an anderer Stelle wieder aufbauen. In einem Kurort im Harz, wo sie sich in einem Hotel aufhält, umschwärmen sie Heiratsschwindler. Einer von ihnen wird nach einem Sturz von einer Brücke tot aufgefunden. Einen zweiten, ebenso wie der Tote mit hochklingenden Aliasnamen, nimmt sich ein dritter, Hannes Bongartz, vor und macht ihm klar, dass die Witwe sein Revier wäre.
Hannes verschafft seinem Halbbruder und Exkommissar Piet Becker, in dessen Band er Bassgeige spielt, ein kleines Engagement am Kurort. Als er mit Anette in ihr Zimmer geht, ist dort eine Strohhexe mit einem Schild: „Zur Höll’ gefahren ist der Bock – ihm folgt die Hex’ jetzt über Stein und Stock“ aufgestellt. Anette unterbreitet Piet aufgrund von sprachverzerrten Drohanrufen ein Angebot als Leibwächter, verbringt den Abend nicht mit Hannes und wird am nächsten Tag ermordet am Fuße der Staumauer aufgefunden.
Hannes gerät anhand von Indizien und seiner Vorstrafen wegen Hochstapelei und Heiratsschwindel unter Mordverdacht; die Rechtsanwältin Hannelore Martenstein spricht ihn im Gerichtsgebäude an, weil sie ihn angeblich aus der Kurstadt Bad Kreuznach kennt und übernimmt sein Mandat. Sie untersagt ihm bei der Haftprüfung, sein Alibi anzugeben, da die Frau des Landgerichtspräsidenten, mit der er die Nacht verbracht hat, ihre Freundin ist.
So ist der Bruder gefordert, Beweise für die Unschuld von Hannes herbeizubringen, zumal auch der Tote von der Brücke zuvor erwürgt wurde. Mit Hilfe der Bandkollegen Paula und Rüdiger kann Piet der Ermittlerin, der hochschwangeren Kommissarin Imogen von Wrede, Aufzeichnungen von Überwachungskameras des Hotels vorlegen: Anettes Privatsekretär Dr. Bittins, der Anettes in eine Schweizer Stiftung überführtes Vermögen verwalten sollte, und die Rechtsanwältin Martenstein haben das Mordkomplott geschmiedet.

## Dreharbeiten
Der nordmedia-geförderte Krimi wurde im Herbst 2010 im Harz in Niedersachsen realisiert. Drehorte waren Goslar, Bad Harzburg und Umgebung. Studio Hamburg produzierte den Film für ARD Degeto/Das Erste.

## Kritik
TV Spielfilm vergibt für die „brave Schnurre“ einen Daumen zur Seite: „Viel Harzromantik, einige Lacher, wenig Spannung.“